# 시모네 베르디
시모네 베르디(이탈리아어: Simone Verdi, 1992년 7월 12일 ~ )는 이탈리아의 축구 선수이다. 포지션은 공격수이며, 현재 이탈리아 세리에 B의 코모에서 활동하고 있다.

## 클럽 경력
11세 시절에 AC 밀란 산하 유소년 클럽에 입단했다. 17세 시절이던 2010년 1월 13일에 열린 노바라 칼초와의 코파 이탈리아 경기에 처음 출전했지만 밀란 유스 팀에서 활동한 경우가 많았다.
2011-12 시즌의 개막과 함께 세리에 B에 소속되어 있던 토리노 FC로 이적하면서 밀란과 공동 소유가 되었다. 베르디는 2011-12 세리에 B 시즌에서 12경기에 출전했는데 토리노는 해당 시즌에서 세리에 A로 승격되었다. 2012년 11월 30일에 열린 아탈란타 BC와의 세리에 A 경기에 처음 출전했다.
2013년 1월 23일에는 SS 유베 스타비아로 임대 이적했고 2013-14 시즌에서는 엠폴리 FC로 임대 이적했다. 엠폴리 소속으로 있던 동안에는 2015년 여름까지 66경기에 출전하면서 6골을 기록했다. 2015년 6월에 AC 밀란으로 복귀했지만 2015-16 시즌 중반에 SD 에이바르로 임대 이적했다. 2016년 1월 29일에는 카르피 FC 1909로 이적했다.
2016년 6월 11일에는 볼로냐 FC와 4년 계약을 체결했으며 2016-17 시즌에서는 26경기에 출전하여 6골을 기록했다. 2017년 6월 13일에는 볼로냐와 4년 계약을 체결했고 2017-18 시즌에서는 34경기 출전하여 10골, 10 어시스트를 기록했다. 2018년 6월 12일에는 SSC 나폴리로 이적했다.

## 국가대표 경력
이탈리아 U-19, U-21 축구 국가대표팀 선수로 활약했으며 2017년 3월 28일에 열린 네덜란드와의 친선 경기에 처음 출전하면서 이탈리아 축구 국가대표팀 선수로 데뷔했다.